# Mesochorus sufflatus
Mesochorus sufflatus är en stekelart som beskrevs av Schwenke 1999. Mesochorus sufflatus ingår i släktet Mesochorus och familjen brokparasitsteklar. Inga underarter finns listade i Catalogue of Life.